# The New York Observer
Нью-Йорк Обсервер (англ. The New York Observer) — американская еженедельная газета, издающаяся в Нью-Йорке с 22 сентября 1987 года бывшим инвестиционным банкиром Артуром Картером. «Обсервер» освещает городскую культуру, недвижимость, обсуждает новые медийные продукты, политические и социальные новости. С июля 2006 года издательством владеет крупный американский бизнесмен Джаред Кушнер, купивший газету за 10 млн долларов. Основную массу читателей таблоида составляют высоко образованные и влиятельные люди, статистика показывает, что 96 % подписчиков являются выпускниками колледжей. Общий тираж составляет примерно 51 тысячу экземпляров.
Публикуемая каждую среду, газета пополняется материалами известных журналистов, в числе которых Кристофер Стюарт, Джо Конасон, Дори Шафрир, Хилтол Крамер, Эндрю Саррис, Ричард Брукхизер, Майкл Томас, Майкл Томаски, Джон Хайлперн, Роберт Готтлиб, Николас фон Хофман, Рекс Рид и многие другие. Особенно известна колонка Кэндес Бушнелл, на основе которой впоследствии был снят популярный телесериал «Секс в большом городе». Отличается оранжево-розовым цветом страниц и большим количеством иллюстраций (по оформлению во многом напоминает La Gazzetta dello Sport), Генри Роллинз однажды назвал её «чудовищно розовой газетой». На протяжении долгого времени главным редактором неизменно оставался Питер Кэплан, покинувший свой пост лишь в июле 2009 года.